# Autafòrt
Autafòrt (en francès Hautefort) és un municipi francès situat al departament de la Dordonya i a la regió de la Nova Aquitània. En aquesta localitat va néixer i va ser vescomte el trobador Bertran de Born.

## Demografia
| 1962                                       | 1968  | 1975  | 1982  | 1990  | 1999  | 2007  |
| ------------------------------------------ | ----- | ----- | ----- | ----- | ----- | ----- |
| 1.002                                      | 1.022 | 1.142 | 1.035 | 1.048 | 1.184 | 1.110 |
| Des de 1962: població sense dobles comptes |       |       |       |       |       |       |

## Administració
| Període | Identitat   | Partit |
| ------- | ----------- | ------ |
| 1995-   | Yves Moreau | PRG    |